# کوه دن
کوه دن (به لاتین: Dan Mountain) یک کوه در تایوان است که در Hualien County and Nantou County, Taiwan واقع شده‌است. کوه دن ۳٬۳۴۰ متر بالاتر از سطح دریا واقع شده‌است.